# The Hype House
The Hype House es un colectivo de personalidades adolescentes de TikTok con sede en Moorpark, California, así como el nombre de la mansión donde viven algunos de los creadores. Se trata de una organización de creación de contenido colaborativo, la cual posibilita a los diversos influencers y creadores de contenido compartir videos de forma sencilla. Los miembros actuales incluyen a Thomas Petrou y Mia Hayward.
La casa es una mansión de estilo español ubicada en lo alto de una calle cerrada. La mansión incluye un patio trasero, palaciego, piscina, gimnasio al aire libre, jacuzzi y una gran cocina y comedor. La ubicación de Hype House ha cambiado dos veces; la colaboración originalmente usó una serie de dos casas diferentes en Los Ángeles antes de mudarse a su casa actual en Moorpark. La membresía de la colaboración también ha evolucionado con el tiempo.

## Historia
El colectivo se formó en diciembre de 2019 e incluye alrededor de veinte Gen Z emergentes o establecidos  influencers de la red social TikTok. La mayor parte de su financiación para la creación provino de Daisy Keech, Chase Hudson y Thomas Petrou, Charli D’Amelio, Dixie D'Amelio y Addison Rae. Durante su pico de membresía, contaba con veintiún miembros hasta que Daisy Keech, uno de los miembros fundadores, dejó el grupo en marzo de 2020, citando disputas internas con otros miembros como razón de su partida. En mayo de 2020, el representante de D'Amelios confirmó que las hermanas también abandonaron el colectivo cuando “The Hype House comenzó a convertirse más en un negocio”. Darianka Sánchez iba a unirse al grupo, pero acusaciones de hackeo y acoso, incluyendo supuestos casos de bullying hacia Kenzie Ziegler, salieron a la luz. The Hype House emitió un comunicado negando su incorporación. Darianka se disculpó en Instagram, admitiendo sus errores pasados y afirmando que ha crecido y madurado desde entonces.
Larray, quien ya era un YouTuber establecido y una personalidad de TikTok, se unió en enero de 2020, pero confirmó en su transmisión en vivo que se había ido más tarde ese año. Vinnie Hacker, una sensación de Internet, se unió a la casa en enero de 2021, lo que fue una sorpresa para muchos de los fanáticos de Hype House. La modelo rusa Renata Valliulina (también conocida como Renata Ri) se unió en diciembre de ese año.
Después de ser entrevistada por Thomas Petrou, líder de la casa, la popular creadora de contenido Tabitha Swatosh fue aceptada en la casa y se convirtió en miembro de Hype House el 28 de enero de 2022. Sam Dezz y Brooke Monk se unieron a la casa el 1 de abril de 2022. Paige Taylor se convirtió oficialmente en miembro el 14 de mayo de 2022. A lo largo de mayo de 2022, Hype House colaboró con frecuencia con Breezy Boys LA, otra casa de contenido. Durante el pasado escenario, el 3 de junio de 2022, todos los integrantes de Breezy Boy (Ace Akers, Bryce Parker, Eddie Preciado, Jacob Day, Jackson Dean y Kristian Ramey) se convirtieron en integrantes oficiales de Hype House. A partir de octubre-noviembre de 2022, Paige Taylor, Bryce Parker y Jackson Dean abandonaron la casa. Ace Akers, Eddie Preciado y Kristian Ramey abandonaron la casa antes de octubre de 2022. El 6 de abril de 2023, Petrou anunció que vendería la mansión, pero Hype House continuaría de alguna forma. Los miembros actuales incluyen a Thomas Petrou, Mia Hayward, Jacob Day, Sadie Mckenna y Breese Maroc.

## Reality series
El 22 de abril de 2021, Netflix anunció una serie de telerrealidad en The Hype House, protagonizada por Annon, Dragun, Hacker, Hayward, Hudson, Merritt, Petrou, Warren y Wright. Hype House se estrenó en Netflix el 7 de enero de 2022.

## Controversias
El 21 de julio de 2020, Nikita Dragun celebró una fiesta de cumpleaños sorpresa para Larray durante la pandemia de COVID-19 en la mansión Hype House. La fiesta incluyó a celebridades de Internet como James Charles y otros. En el momento de la fiesta, los casos de COVID-19 en California acababan de superar a los casos de Nueva York. Se estima que asistieron 67 personas, muchas de las cuales fueron vistas sin máscaras faciales a pesar de las leyes de salud locales. Fotos y videos del evento aparecieron en sitios de redes sociales como Instagram. Estas publicaciones generaron críticas del público, incluidas otras personas influyentes como Elijah Daniel y Tyler Oakley. Merritt y algunos de los otros asistentes a la fiesta se disculparon más tarde. Los residentes de The Hype House luego dieron negativo para COVID-19.

## Demanda judicial
El 24 de enero de 2023, el propietario de la casa anunció que demandaría a Hype House por 300,000 dólares debido al alquiler impago y la destrucción de la casa.

## enlaces externos
- Sitio web oficial  (en inglés)

- Datos: Q88237875